# شياما
شياما (ولدت خورشيد أختر ؛ 12 يونيو 1935 - 14 نوفمبر 2017) ممثلة سينمائية هندية ونجمة كبيرة في الخمسينيات والستينيات ظهرت في أكثر من 150 فيلمًا، العديد منها في أدوار أدوار رئيسية، نشطت فنياً بين 1945-1980. عرفت بأدوارها في فيلم آر بار عام 1954 وفيلم بارسات كي رات عام 1960. أطلق عليها المخرج فيجاي بهات الاسم الفني شياما، وهو ما عرفت به في أفلام.

## نشأتها
ولدت خورشيد اختر لعائلة مسلمة في 7 يونيو 1935 في لاهور، البنجاب في الهند البريطانية، وانتقلت إلى مومباي من لاهور في الأربعينيات. عندما كانت فتاة صغيرة، مثلت في عدد قليل من الأفلام مثل فيلم زينات عام 1945 للمخرج شوكت حسين رضوي وفيلم ميراباي عام 1947. عملت مع شامي كابور في الفيلم الرومانسي الكلاسيكي ميرزا صاحب عام 1957.

## روابط خارجية
- شياما على موقع IMDb (الإنجليزية)
- شياما على موقع قاعدة بيانات الفيلم (الإنجليزية)